# IPodのゲームタイトル一覧
iPodのゲームタイトル一覧（アイポッドのゲームタイトルいちらん）ではクリックホイール付きiPod対応として発売したゲームソフトを発売順に列記する（発売日は日本時間）。
対応機種は第五世代iPod（ソフトウェアver.1.2以降）、iPod classic、第三〜五世代のiPod nano。

## 2006年（全10タイトル）
- 9月13日 Vortex（Apple）[1]
- 9月13日 テトリス（エレクトロニック・アーツ）
- 9月13日 パックマン（Namco Networks America）
- 9月13日 Cubis 2（FreshGames, LLC）
- 9月13日 Zuma（PopCap Games）
- 9月13日 Texas Hold'em（Apple）
- 9月13日 Mini Golf（エレクトロニック・アーツ）
- 9月13日 Mahjong（エレクトロニック・アーツ）
- 9月13日 Bejeweled（PopCap Games）
- 12月21日 Royal Solitaire（エレクトロニック・アーツ）[2]

## 2007年（全12タイトル）
- 2月28日 ミズ・パックマン（Namco Networks America）
- 4月24日 iPod Quiz（Apple）[1]
- 5月22日 LOST（ゲームロフト）[2]
- 6月6日 ナンプレ（エレクトロニック・アーツ）
- 7月18日 The Sims Bowling、エレクトロニック・アーツ）
- 8月1日 The Sims Pool（エレクトロニック・アーツ）
- 8月8日 musika（ソニーBMG）[2]
- 11月6日 Phase（MTV Games）
- 12月4日 Brain Challenge（ゲームロフト）
- 12月18日 ソニック・ザ・ヘッジホッグ（セガ）
- 12月18日 Peggle（PopCap Games）
- 12月19日 ボンバーマン（ハドソン）

## 2008年（全27タイトル）
- 1月16日 ブロック ブレーカー デラックス（ゲームロフト）
- 1月23日 Pole Position: Remix（Namco Networks America）
- 2月6日 Naval Battle（ゲームロフト）
- 2月6日 Chess & Backgammon（ゲームロフト）
- 2月13日 Yahtzee（エレクトロニック・アーツ）
- 2月20日 Pirates of the Caribbean: Aegir's Fire（Disney Online Studios）
- 2月27日 Bubble Bash（ゲームロフト）
- 6月4日 モノポリー（エレクトロニック・アーツ）
- 6月11日 The Sims DJ（エレクトロニック・アーツ）
- 7月8日 ソングサマナー 歌われぬ戦士の旋律（スクウェア・エニックス）
- 7月29日 UNO（ゲームロフト）
- 8月8日 ミステリーマンションピンボール（ゲームロフト）
- 8月13日 Chalkboard Sports Baseball（D2C）
- 8月27日 Spore Origins（エレクトロニック・アーツ）
- 9月3日 スタートリゴン（Namco Networks America）
- 9月17日 CSI:マイアミ（ゲームロフト）
- 11月5日 たまごっち くるくるかいたくプラネット（Namco Networks America）
- 12月3日 Asphalt 4 Elite Racing（ゲームロフト）
- 12月9日 Real Soccer 2009（ゲームロフト）
- 12月9日 Slyder Adventures（Sandlot Games）
- 12月9日 Tiger Woods PGA Tour（エレクトロニック・アーツ）
- 12月16日 リバーシ（Apple）
- 12月16日 Wonder Blocks（エレクトロニック・アーツ）
- 12月16日 ロードランナー（ハドソン）
- 12月23日 Chinese checkers（Apple）
- 12月23日 クリスタル・ディフェンダーズ（スクウェア・エニックス）
- 12月23日 Trivial Pursuit（エレクトロニック・アーツ）

## 2009年（全2タイトル）
- 2月3日 Cake Mania 3（Sandlot Games Corporation）
- 2月10日 Scrabble（エレクトロニック・アーツ）

## その他
- 2007年6月27日 Kaplan SAT Prep 2008（Kaplan）
SAT用学習ソフト。Reading、Writing、Mathの3種。